# Saison 4 de The Closer : L.A. enquêtes prioritaires
Chronologie
Saison 3 de The Closer : L.A. enquêtes prioritaires Saison 5 de The Closer : L.A. enquêtes prioritaires
Cet article présente les quinze épisode de la quatrième saison de la série télévisée américaine The Closer : L.A. enquêtes prioritaires.

## Distribution

### Acteurs principaux
- Kyra Sedgwick (VF : Élisabeth Fargeot) : Chef-adjoint Brenda Leigh Johnson
- J. K. Simmons (VF : Bernard Tiphaine) : Chef Will Pope
- Corey Reynolds (VF : Laurent Mantel) : Sergent puis inspecteur David Gabriel
- G. W. Bailey (VF : Jean-Claude De Goros) : Lieutenant Louie Provenza
- Robert Gossett (VF : Benoît Allemane) : Commandant Russell Taylor
- Anthony John Denison (VF : Erik Colin) : Lieutenant Andy Flynn
- Jon Tenney (VF : Bernard Lanneau) : Agent spécial Fritz Howard
- Michael Paul Chan (VF : Olivier Destrez) : Lieutenant Michael Tao
- Raymond Cruz (VF : Jérôme Rebbot) : Inspecteur Julio Sanchez
- Phillip P. Keene (VF : Patrick Delage) : Buzz Watson
- Gina Ravera (VF : Chantal Baroin) : Inspecteur Irene Daniels

Adaptation française : Jean-Yves Jaudeau et Dominique Vendeville.

### Acteurs récurrents
- Jonathan Del Arco : Dr Morales
- Frances Sternhagen : Willie Rae Johnson
- Barry Corbin : Clay Johnson
- Stephen Martines : Ricardo Ramos
- Bob Clendinin : Dr Terrence Hynes
- James Patrick Stuart : Procureur adjoint Martin Garnett
- Kathe E. Mazur : Procureur adjoint Andrea Hobbs

### Invités
- Andrea Bowen : Michelle Clark (épisode 3)
- Daniel Baldwin : Marc Yates (épisode 3)
- Jennifer Coolidge : Angie Serabian (épisode 5)
- Vanessa Marano : Theresa Monroe (épisode 6)
- Brianna Brown : Lauren Clark (épisode 13)

## Liste des épisodes

### Épisode 1:Contre feu
- États-Unis : 14 juillet 2008 sur TNT

- États-Unis : 7,81 millions de téléspectateurs

### Épisode 2:Liberté fatale
- États-Unis : 21 juillet 2008 sur TNT

- États-Unis : 7,06 millions de téléspectateurs

- Jenny O'Hara : Karen Silva
- Paul Michael Glaser : Davis Mayhan

### Épisode 3:Réduite au silence
- États-Unis : 28 juillet 2008 sur TNT

- États-Unis : 7,36 millions de téléspectateurs

- Andrea Bowen : Michelle Clark
- Daniel Baldwin : Marc Yates

### Épisode 4:Zoom sur un mort
- États-Unis : 4 août 2008 sur TNT

- États-Unis : 7,86 millions de téléspectateurs

### Épisode 5:La blonde et le tueur à gages
- États-Unis : 11 août 2008 sur TNT

- États-Unis : 6,42 millions de téléspectateurs

- Jennifer Coolidge : Angie Serabian

### Épisode 6:Un enfant enragé
- États-Unis : 18 août 2008 sur TNT

- États-Unis : 6,44 millions de téléspectateurs

- Vanessa Marano : Theresa Monroe

### Épisode 7:Mort subite
- États-Unis : 25 août 2008 sur TNT

- États-Unis : 7,41 millions de téléspectateurs

### Épisode 8:Dernière coupe
- États-Unis : 1er septembre 2008 sur TNT

- États-Unis : 8,05 millions de téléspectateurs

### Épisode 9:Si près de l'enfer
- États-Unis : 8 septembre 2008 sur TNT

- États-Unis : 7,44 millions de téléspectateurs

- Silas Weir Mitchell : Père Chris Donahue

### Épisode 10:Bombe à retardement
- États-Unis : 15 septembre 2008 sur TNT

- États-Unis : 7,63 millions de téléspectateurs

### Épisode 11:De bonne foi
- États-Unis : 26 janvier 2009 sur TNT

- États-Unis : 6,24 millions de téléspectateurs

### Épisode 12:Les diamants sont infidèles
- États-Unis : 2 février 2009 sur TNT

- États-Unis : 5,37 millions de téléspectateurs

### Épisode 13:Une défense imparable
- États-Unis : 9 février 2009 sur TNT

- États-Unis : 5,44 millions de téléspectateurs

- Brianna Brown : Lauren Clark

### Épisode 14:La ligne du destin
- États-Unis : 16 février 2009 sur TNT

- États-Unis : 5,89 millions de téléspectateurs

### Épisode 15:Double aveugle
- États-Unis : 23 février 2009 sur TNT

- États-Unis : 6,01 millions de téléspectateurs